# 枫叶镇物语
《枫叶镇物语》，又名：枫叶小镇，是由朝仓千笔在1986年创作，佐藤順一导演的日本日常系電視动画。这部动画片由东映动画公司出品，共52集，每集半小时，于1986年1月19日至1987年1月11日在日本朝日电视台播出。枫叶真物语讲述了帕蒂兔子、鲍比熊和他们的家人在一个名叫枫树镇的乌托邦式的拟人化小城市的冒险故事。在该系列之后的续集《新枫树镇物语：棕榈镇篇》中只保留了派蒂·兔子（声优：冈本麻弥）一角，但其他的居民会不时客串。
枫叶镇物语系列延伸出了手办及可更换的玩偶衣服、房子、家具和车辆。其美国的授权商和制造商是通卡（Tonka）。
在20世纪80年代末和90年代初，北美、欧洲和日本均出现了枫叶镇物语的VHS汇编。截至2013年，该节目的官方曾发行过DVD在日本、西班牙以及匈牙利，但暂无在其他地区的发行计划。

## 剧情
帕蒂·霍普巴比特和她的家人来到了枫叶镇，与一群友善的动物作伴。在一次火车劫案中，一个狡猾的小偷偷走了她父亲的邮袋，逃进了森林。于是帕蒂就紧跟在小偷后面去追回邮袋。在从小偷手里拿回包的过程中，她结识了一个和她同龄的名叫鲍比·库曼诺夫的男孩，并合计一同摧毁王尔德狼的阴谋。在他们与王尔德狼斗智斗勇并最终逃脱后，他们成功地把邮袋安全送回了她父亲的手里。不久，兔子一家在枫树镇安顿下来，成为邮递员，帕蒂和博比之间苦涩而甜蜜的友谊开始开花结果。
故事背景设定在20世纪20年代的加拿大，而棕榈城的故事背景设定在20世纪80年代的美国西海岸。

## 历史
《枫叶镇物语》在1986年1月19日至1987年1月11日期间在日本朝日电视台每周日上午播出。其续集《新枫城物语：棕榈镇篇》在原篇完结后亦在同一时间段播出。
1986年底，塞班（Saban）娱乐公司和玩具制造商通卡将其引入北美市场。后者为这个玩具系列投资了700万美元用于电视广告制作。在20世纪80年代末和90年代初，欧洲电视台开始引入《枫叶镇物语》。西班牙电视台于1987年引入该动画，以标题“La aldea del arce”播出了这个节目。此后，它还在荷兰、芬兰、瑞典、和匈牙利相继播出。
除日本之外，其他几个国家也曾播出过《枫叶镇物语》系列，如意大利、法国、波兰，以及一些阿拉伯语国家。在香港，亞洲電視本港台亦曾在1991年播出过该系列，其国际影响深远。

## 外部連結
- 東映動畫 楓葉鎮物語 （页面存档备份，存于）（日語）
- 楓葉鎮物語 - 日本电影数据库（日語）
- 東映動畫 新・楓葉鎮物語 （页面存档备份，存于）（日語）
- 新楓葉鎮物語　棕榈镇篇 - 日本电影数据库（日語）